# ミンチョ川
ミンチョ川（ミンチョがわ、伊: Mincio）は、イタリア北部を流れる、ポー川水系の河川。トレンティーノに源を発し、ガルダ湖を経て（ガルダ湖より上流はサルカ川（Sarca）と呼ばれる）、マントヴァ市街の傍らを流れ、マントヴァの南東でポー川に合流する。

## 地理
トレンティーノ＝アルト・アディジェ州、ヴェネト州およびロンバルディア州を流れる。
サルカ川は、ガルダ湖より上流のトレンティーノに属する。ブレンタ山塊に源を発するサルカ・ディ・カンピリオ川（Sarca di Campiglio）とマンドローネ・スッラダメッロ氷河に発するサルカ・ディ・ジェーノヴァ川（Sarca di Genova）がピンツォーロで合流し、サルカ川となり、ヴァル・レンデーナ（Val Rendena）とジュディカーリエ・エステルネ（Giudicarie esterne）を流れ、トルボレ・スル・ガルダ（Torbole sul Garda）付近でガルダ湖に流入する。
湖を出るとミンチョ川となりパダーナ平原を大きな落差で流れ、マントヴァの低地にある三つの湖を潤す。南東に流れゴヴェルノロ（Governolo）付近でポー川の左岸に合流する。ゴヴェルノロ付近にはいくつか規則正しい堰によって護岸されている。
マントヴァからポー川との合流地点と重要な工業地帯まで船が航行可能である。

## 流域の自治体
ミンチョ川起点より下流のみ記載
- ペスキエーラ・デル・ガルダ
- ポンティ・スル・ミンチョ
- モンツァンバーノ
- ヴァレッジョ
- ヴォルタ・マントヴァーナ
- ポッツォーロ（イタリア語版）
- ゴーイト
- マルミローロ
- ポルト・マントヴァーノ
- リヴァルタ・スル・ミンチョ
- グラーツィエ（イタリア語版）
- クルタトーネ
- ソアーヴェ
- マントヴァ
- ヴィルジーリオ
- バニョーロ・サン・ヴィート
- ゴヴェルノロ

## 自然・環境
ミンチョ川と呼ばれる下流部沿岸のほとんどの区域が1984年からミンチョ公園として指定されている。
クルタトーネ、ローディゴおよびポルト・マントヴァーノにまたがって広がる氾濫原にはマミジロヨシキリなどが生息しており、ラムサール条約の定める「国際的に重要な湿地」にヴァッリ・デル・ミンチョ（Valli del Mincio）の名で登録されている。河川にはヨーロッパウナギも生息しているが、周辺の谷でのダムの建設によりその数が減少している。イタリアのラムサール条約登録地一覧も参照。